# Trovoada

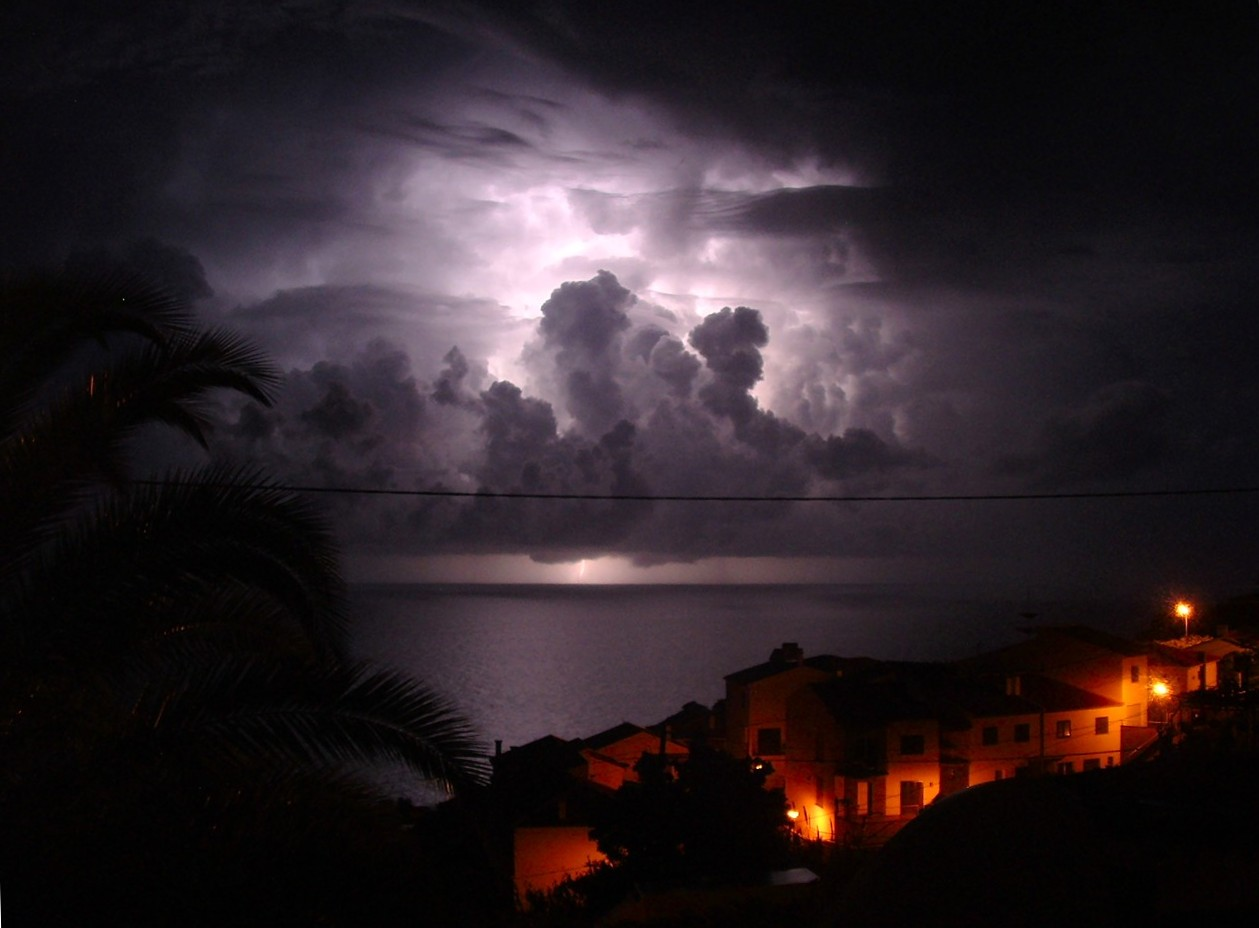
Trovoada no Garajau, Ilha da Madeira

Uma trovoada ou tempestade elétrica é a situação meteorológica caracterizada pela presença de raios e seu efeito acústico na atmosfera terrestre conhecida por trovão.
Para uma trovoada se formar é necessário que exista elevação de ar húmido numa atmosfera instável. A atmosfera fica instável quando as condições são tais que uma bolha de ar quente em ascensão pode continuar a subir porque continua mais quente do que o ar ambiente. (A elevação do ar quente é um mecanismo que tenta restabelecer a estabilidade. Do mesmo modo, o ar mais frio tende a descer e a afundar-se enquanto se mantiver mais frio do que o ar na sua vizinhança.) Se elevação de ar é suficientemente forte, o ar arrefece (adiabaticamente) até temperaturas abaixo do ponto de orvalho e condensa, libertando calor latente que promove a elevação do ar e "alimenta" a trovoada. Formam-se cumulonimbus isolados com grande desenvolvimento vertical (podendo ir até 10 ou 18 mil metros de altitude) alimentado pelas correntes ascendentes de ar.
As trovoadas podem-se formar no interior das massas de ar (a partir da elevação do ar por convecção - comum em terra nas tardes de verão - quando o aquecimento da superfície atinge o seu pico - e sobre o mar nas madrugadas de inverno, quando as águas estão relativamente quentes); por efeito orográfico - (a barlavento das grandes montanhas) ou estar associadas a frentes - sendo mais intensas no caso das frentes frias.
As trovoadas mais fortes são geradas quando ar quente e húmido sobe rapidamente, com velocidades que podem chegar aos 160 km por hora, até altitudes mais elevadas e mais frias. Em cada momento há na ordem de 2000 trovoadas em progresso sobre a superfície da Terra. Os relâmpagos surgem quando as partículas de gelo ou neve de uma nuvem começam a cair de grande altitude em direcção à superfície e correspondem à libertação de energia devida à diferença de carga entre as partículas.

## Qual a origem do trovão?
Os trovões são os ruídos que os raios fazem quando atravessam o ar.
Durante uma trovoada geram-se descargas eléctricas para equilibrar a diferença de potencial entre o topo da nuvem (cargas positivas), a base da nuvem (cargas negativas) e o solo (carga positiva). A atmosfera funciona como isolador entre a nuvem e o solo. Quando a energia envolvida numa tempestade ultrapassa a resistência do ar, gera-se uma descarga entre o pólos de carga oposta. Esta descarga é caracterizada por um raio com temperaturas elevadas que aquecem o ar à sua passagem. O rápido aumento da pressão e temperatura fazem expandir violentamente o ar envolvente ao raio a velocidades superiores às do som, gerando-se uma onda de choque. O ribombar posterior a um trovão é conseguido pelo eco da onda de choque nas altas camadas da atmosfera e na geografia envolvente.

Nas proximidades do ponto de contacto do raio com o solo regista-se um nível sonoro de 120 dB. A proximidade do trovão pode produzir surdez temporária e até mesmo rotura da membrana do tímpano e consequentemente, surdez permanente.

## Como saber a distância da trovoada?
Uma vez que o som e a luz se deslocam através da atmosfera a velocidades muito diferentes, pode estimar-se a distância da trovoada através da diferença de tempo entre o relâmpago (luz) e o trovão (som). A velocidade do som no ar é de aproximadamente 343 m/s. A velocidade da luz é tão elevada (± 300.000 km/s) que a transmissão da luz pode ser considerada instantânea. Portanto, multiplicando 343 pelo número de segundos de diferença entre o raio e o trovão obtém-se a distância da trovoada em metros.
Exemplo
Diferença de tempo entre raio e trovão: 3 segundos.
Distância entre você e a trovoada: 3×343 = 1.029 metros = aproximadamente 1 km de distância.

## A vida de uma trovoada
Na vida de uma trovoada ordinária (formada por convecção a partir de uma massa de ar) estão usualmente presentes 3 fases (cada uma durante tipicamente de 15 a 30 minutos):
Nascimento: as correntes ascendentes de ar levam à formação de cumulonimbus. Surgem as primeiras cargas de água mas ainda não ocorrem relâmpagos. No topo da nuvem o processo de crescimento de cristais de gelo começa a produzir grandes partículas de precipitação.
Maturidade: o crescimento vertical atinge o seu máximo e os topos das nuvens ficam achatados com a forma característica de uma bigorna. Usualmente isto dá-se quando o ar ascendente encontra uma inversão de temperatura estável (por exemplo, o ar mais quente da tropopausa). Os ventos predominantes em altitude começam a espalhar cirros a partir do topo das nuvens. As bases dianteiras ficam mais baixas e os relâmpagos começam a ocorrer em toda a extensão das nuvens. No interior das nuvens a turbulência é intensa e irregular, com equilíbrio entre correntes ascendentes e descendentes. O peso das partículas de precipitação já é suficiente para contrariar as correntes ascendentes e começam a cair, arrastando o ar em volta consigo. À medida que as partículas de precipitação caem nas regiões mais quentes da nuvem, há ar seco do ambiente que entra na nuvem e pode originar a evaporação dessas partículas. A evaporação esfria o ar, tornando-o mais denso e «pesado». É todo este ar frio que cai através da nuvem com a precipitação que forma a corrente descendente de ar que, quando bate na superfície se pode espalhar, formando uma frente de rajada que vai deslocando e substituindo o ar mais quente da superfície. Nesta fase a trovoada produz ventos fortes, relâmpagos e precipitação forte.
Dissipação: as nuvens começam-se a espalhar para os lados, em camadas. E as correntes frias descendentes tornam-se predominantes. O ar frio substitui o ar mais quente da superfície, «desligando» os movimentos ascendentes dentro da trovoada. Nesta fase já só há correntes descendentes fracas e fraca precipitação. Sobram apenas muitos altostratus e cirrostratus que podem até contribuir, com a sua sombra, para diminuir o aquecimento da superfície.